# Conflicte entre el Txad i Líbia
El conflicte entre el Txad i Líbia foren una sèrie d'enfrontaments esporàdics en territori txadià entre 1978 i 1987 entre les forces armades líbies i txadianes. Líbia havia estat implicada en els afers interns del Txad des d'abans de 1978 i fins i tot abans que Muammar Gaddafi prengués el poder a Líbia el 1969, començant amb l'extensió de la Guerra civil txadiana al Txad del nord el 1968. El conflicte fou una sèrie de quatre intervencions líbies diferents en territori txadià, en els anys 1978, 1979, 1980–1981 i 1983–1987. En totes aquestes ocasions Gaddafi va tenir el suport de part de les faccions que participaven en la guerra civil, mentre que els adversaris de Líbia tenien el suport del govern francès, que va intervenir militarment en el conflicte per salvar el govern txadià els anys 1978, 1983 i 1986.
El patró de la guerra es va dibuixar el 1978, quan els libis van proporcionar armes i suport aeri als seus aliats, que assumien la major part de la lluita. Aquest patró, però, canvià radicalment el 1986, cap al final de la guerra, quan van augmentar les forces txadianes que s'oposaven a l'ocupació líbia de Txad del nord. Això va privar les forces líbies de la seva infanteria i, juntament amb el fet que els txadians estaven millor armats amb flotes mòbils i míssils antitancs i anti-avions, va provocar que libis perdessin la seva superioritat. Tot seguit, va tenir lloc la coneguda com a Guerra dels Toyota en què les forces líbies foren expulsades del Txad, cosa que va posar fi al conflicte.
Al principi Gaddafi es volia annexionar la Franja d'Aouzou, la part més septentrional del Txad que Líbia ja reclamava des dels inicis de la descolonització. Segons l'historiador Mario Azevedo, el 1972 Líbia va tenir l'objectiu de crear-hi un estat vassall, una república islàmica modelada segons el seu jamahiriya i assegurar el seu control sobre la Franja. Addicionalment s'hauria buscat l'expulsió del francesos de la regió i la utilització del Txad com a base per a expandir la seva influència a l'Àfrica central.

## Esdeveniments

### Ocupació de la Franja d'Aouzou
Es pot dir que la implicació líbia amb el Txad va començar el 1968, en el curs de la Guerra Civil Txadiana, en el moment en què l'organització musulmana insurgent FROLINAT (Front d'Alliberament Nacional del Txad) va estendre la seva guerra de guerrilla contra el president cristià François Tombalbaye a la prefectura septentrional de Borkou-Ennedi-Tibesti (APOSTA). El rei libi Idris I es va sentir obligat a donar suport al FROLINAT a causa dels forts lligams que hi ha entre les poblacions d'ambdues bandes de la frontera libiotxadiana. Per mantenir les relacions amb França, l'antiga potència colonial i actual protectora de Txad en aquells moments, Idris es va limitar a concedir només protecció i béns no letals als rebels txadians.
Tot va canviar amb el cop d'estat de Líbia l'1 de setembre de 1969 que va portar Gaddafi al poder. Aquest va reclamar la franja d'Aouzou situada al nord del Txad basant-se en un tractat no ratificat de 1935 entre Itàlia i França (els poders colonials d'aleshores de Líbia i Txad, respectivament). El 1954 el rei Idris ja havia reclamat aquesta zona però havia estat repel·lit per les tropes militars colonials franceses.
Al principi Gadaffi fou caut amb el FROLINAT, perquè encara havia de veure en què li podia ser útil. Amb el suport de països del bloc soviètic, sobretot d'Alemanya de l'est, va entrenar, armar i finançar el insurgents. El 27 d'agost de 1971 el Txad va acusar Egipte i Líbia de donar suport a un intent de cop d'estat contra el president François Tombalbaye.
El dia del fallit cop d'estat, Tombalbaye va tallar totes les relacions diplomàtiques amb Líbia i Egipte, convidà els grups de l'oposició libis que hi havia al Txad, i va començar a reclamar el Fezzan, territori sobre el qual afirmaven que en tenien "drets històrics". El 17 de setembre Gaddafi va respondre dient que l'únic govern legítim del Txad era el FROLINAT. A l'octubre, el Ministre d'Afers Exteriors txadià, Baba Hassan, va denunciar les idees expansionistes de Líbia a les Nacions Unides.
A través de pressió francesa sobre Líbia i la mediació del president nigerià Hamani Diori, els dos països van tornar a tenir relacions diplomàtiques a partir del 17 d'abril de 1972. Poc després, Tombalbaye va trencar relacions diplomàtiques amb Israel i s'afirma que secretament el 28 de novembre va cedir la franja d'Aouzou a Líbia. A canvi, Gaddafi va prometre 40 milions de lliures al president del Txad, i ambdós països van signar un Tractat d'Amistat el desembre de 1972. Gaddafi va retirar el suport oficial al FROLINAT i va forçar que el seu dirigent Abba Siddick canviés la seva seu de Trípoli a Alger. El març de 1974 es van confirmar les bones relacions quan Gaddafi visità la capital txadiana, N'Djamena, i va ajudar a crear un banc d'ajuda per finançar el Txad.
Sis mesos després de la signatura del tractat de 1972, les tropes líbies es van posicionar a la Franja i van establir una base aèria just al nord d'Aouzou. S'hi va crear una administració civil sota el districte de Kufra, i es va atorgar la ciutadania líbia als pocs milers d'habitants de la zona. Des d'aquell moment, els mapes libis representen aquesta zona com a part de Líbia.
No es coneixen del cert els termes exactes pels quals Líbia havia obtingut Aouzou. El 1988 es va revelar l'existència d'un acord secret entre Tombalbaye i Gaddafi, quan el President libi va exhibir un document en el qual Tombalbaye reconeix les reclamacions líbies. En contra això, altres investigadors com Bernard Lanne han argumentat que mai hi va haver cap acord formal i que Tombalbaye havia decidit no denunciar l'ocupació d'una part del seu país. Líbia fou incapaç d'exhibir la còpia original de l'acord quan el cas d'Aouzou fou portat davant el Tribunal Internacional de Justícia (ICJ) el 1993.

### Expansió de la insurgència
L'alto el foc no va durar gaire, ja que el 13 d'abril de 1975 un cop d'estat va treure Tombalbaye del poder i fou reemplaçat pel general Félix Malloum. Com que aquest cop d'estat fou en part motivat per l'oposició a l'acord de Tombalbaye amb Líbia., Gaddafi, el va considerar una amenaça a la seva influència i tornà a proveir el FROLINAT. L'abril del 1976, hi va haver una temptativa d'assassinar Malloum promoguda per Gaddafi, i en el mateix any les tropes líbies van començar els atacs al Txad central acompanyant les forces del FROLINAT.
L'activisme libi va començar a generar preocupació en la facció més forta en què el FROLINAT s'havia partit, el Consell de Comandament de les Forces Armades del Nord (CCFAN). Els insurgents s'escindiren per l'assumpte del suport libi a l'octubre de 1976, quan una minoria deixà la milícia i constituí les Forces Armades del Nord (FAN), dirigit per l'anti-libi Hissène Habré. La majoria, disposada a acceptar una aliança amb Gaddafi, estava comandada per Goukouni Oueddei. Un tercer grup es va batejar més tard amb el nom de Forces Armades del Poble (FAP).
Durant aquells anys, el suport de Gaddafi havia estat majoritàriament moral i havia venut algunes armes als insurgents. El febrer de 1977 l'ajuda dels libis va augmentar: va proporcionar centenars de rifles AK-47, dotzenes de granades de fragmentació, morters i altres armes als homes d'Oueddei. Proveït amb aquest armament, el FAP va escometre les forces armades txadianes el juny, atacant les places fortes de Bardaï i Zouar a Tibesti, i de Ounianga Kébir a Borkou. Oueddei va obtenir el control de la totalitat de la regió de Tibesti i el 22 de juny van assetjar Bardaï, que es va rendir el 4 de juliol, mentre que Zouar va ser evacuat. L'exèrcit txadià va perdre 300 homes, i molts subministraments militars van caure en mans dels rebels. El 20 de juny van atacar Ounianga, però va resistir gràcies a l'ajuda dels militars francesos.
Com que era evident que Líbia aprofitava l'afer de la Franja d'Aouzou per involucrar-se en els afers interns del Txad, Malloum decidí conduir l'assumpte de l'ocupació de la Franja abans que ho fes l'ONU i l'Organització per a la Unitat Africana. Malloum va veure que necessitava aliats nous i va negociar una aliança formal amb Habré, l'Acord de Khartum, el setembre. Aquest acord va ser mantingut secret fins que el 22 gener es va signar un Estatut o Carta Constitucional. Després d'això, el 29 d'agost de 1978 es va formar un Govern d'Unió Nacional amb Habré com a Primer ministre. L'acord Malloum-Habré estava promogut activament pel Sudan i Aràbia Saudita que temien un Txad radical controlat per Gaddafi. Aquests dos països van veure que Habré, un anticolonialista musulmà, era l'única solució als plans libis.

### L'escalada de la participació libia

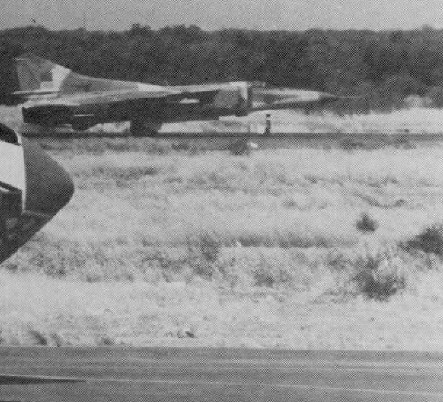
MiG-23 M's a la base aèria de Faya Largeau a mitjans de la dècada del 1980

L'acord Malloum-Habré fou percebut per Gaddafi com a amenaça seriosa contra la seva influència al Txad i per això Libia encara es va implicar encara més en la qüestió. Per primera vegada va participar en el conflicte de manera activa amb unitats del seu exèrcit de terra. El 29 de gener la FAP de Goukouni va fer una ofensiva contra les últimes posicions que el Txad conservava al nord del país: Faya-Largeau, Fada i Ounianga Kébir. Els aliats dels libis van guanyar la batalla i van assumir el control de la prefectura de Borku-Ennedi-Tibesti.
A Faya-Largeau, capital de Borku-Ennedi-Tibesti hi va haver la confrontació decisiva entre les forces libio-FAP i l'exèrcit regular txadià. La ciutat estava defensada per 5.000 soldats txadians però va caure el 18 de febrer després d'una dura lluita contra 2.500 rebels ajudats per 4.000 soldats libis. Sembla que els libis no van participar directament en la batalla, sinó que proveïen de blindats, artilleria i suport aeri als rebels, sistema que es repetiria en el futur. Els rebels també estaven molt millor armats que abans, ja que disposaven de míssils terra-aire Strela-2.
Oueddei capturà uns 2.500 presoners entre el 1977 i el1978, cosa que significà que les forces armades txadianes van perdre com a mínim el 20% dels seus militars. En particular, la Guàrdia Nacional i Nòmada (GNN) fou delmada en la caiguda de Fada i Faya. Oueddei va utilitzar aquestes victòries per enfortir la seva posició en el FROLINAT: durant un congrés patrocinat per Líbia celebrat a Faya-Largeau, les diferents faccions insurgents van nominar a Oueddei com el seu secretari general.
La reacció de Malloum a l'ofensiva de Goukouni–Gaddafi fou tallar les relacions diplomàtiques amb Líbia i denunciar la seva implicació al Consell de Seguretat de l'ONU. El 19 de febrer hi va tornar a plantejar la qüestió de l'ocupació de la Franja d'Aouzou per part de Líbia però, després de la caiguda de Faya-Largeau, Malloum va ser forçat a acceptar l'alto el foc i a retirar la protesta. Llavors Gaddafi va aturar l'avenç d'Oueddei per la pressió de França, que era un proveïdor important d'armes de Líbia.
Malloum I Gaddafi van restaurar les relacions diplomàtiques el 24 de febrer a Sebha, Líbia, on es va celebrar una conferència de pau internacional en què hi havia mediadors com el president de Níger, Seyni Kountché, i el vicepresident del Sudan, Abu al-Gasim Mohamed Ibrahim. Sota una forta pressió de França, Sudan i Zaire, Malloum va ser forçat a signar l'Acord de Benghazi (27 de març) que reconeixia el FROLINAT i es va acordar un nou alto al foc. L'acord va demanar la creació d'un comitè militar Líbia-Níger i el Txad legitimà la intervenció líbia en el seu territori. L'acord també contenia la condició de Líbia que els militars francesos havien d'abandonar el territori txadià. Aquest acord que havia nascut mort, ja que només era una estratègia de Gaddafi per enfortir el seu protegit Oueddei i demostrar la debilitat de Malloum perquè perdés prestigi entre els txadians meridionals.
El 15 d'abril, pocs dies després de signar l'alto el foc, Oueddei va deixar Faya-Largeau, deixant-hi una força libia de 800 homes. Confiant en el suport dels blindats i l'aviació de Líbia, les forces de Goukoni van conquerir una petita guarnició del FAT i es va dirigir a N'Djamena.
Van arribar noves tropes franceses per lluitar contra Oueddei. Ja al 1977, després de les primeres ofensives d'Oueddei, Malloum havia demanat reforços militars a França, però el president Valéry Giscard d'Estaing era reticent d'enviar-les abans de les eleccions legislatives de 1978; a més a més, a França li va fer por trencar les seves bones relacions amb Líbia. Tanmateix, el progressiu deteriorament de la situació al Txad va fer que el president francès comencés l'Operació Tacaud el 20 de febrer de 1978. A l'abril ja hi havia uns 2.500 militars francesos per assegurar la capital del Txad.
A Ati, ciutat a 430 km al nord-est de N'Djamena, hi va haver la batalla més decisiva. El 19 de maig els insurgents del FROLINAT van atacar una ciutat protegida per una guarnició de 1.500 soldats armats amb artilleria i armes modernes. La guarnició va ser reforçada amb l'arribada d'un batalló txadià proveït de vehicles blindats i, sobretot, de la Legió Estrangera francesa i del 3r Regiment d'Infanteria de Marina. En una batalla de dos dies, el FROLINAT va ser repel·lit amb dures pèrdues, una victòria que va ser confirmada el juny per un altre enfrontament a Djedaa. El FROLINAT va admetre la seva derrota i fugí al nord després de perdre 2,000 homes i de deixar l'"equipament ultramodern" al terra. La superioritat militar aèria de l'exèrcit francès fou clau en aquesta victòria, ja que les forces aèries líbies van decidir no intervenir-hi.

### Dificultats de Líbia
Només uns quants mesos després de l'ofensiva fallida contra la capital, hi van haver dissensions al FROLINAT que van acabar amb la seva unitat i que van debilitar la influència líbia al Txad. A la nit del 27 d'agost, Ahmat Acyl, dirigent de l'exèrcit volcà, va atacar Faya-Largeau amb el suport de tropes líbies en un intent de Gaddafi de deposar Goukouni com a líder del FROLINAT i reemplaçar-lo per Acyl. Gourkoni va reaccionar expulsant els consellers militars libis i buscant un compromís amb França.
L'enfrontament entre Gaddafi i Goukouni tenia una base tant ètnica com política. El FROLINAT es va dividir entre àrabs, liderats per Acyl, i tubus, com Goukouni i Habré. Aquestes divisions ètniques també estaven reflectides en una actitud diferent vers Gaddafi i el seu Llibre Verd. En particular, Goukouni i els seus homes eren reticents a acceptar els requeriments de Gaddafi per aplicar el seu Llibre Verd com a política oficial del FROLINAT, i van intentar guanyar temps ajornant la qüestió fins que el moviment es reunifiqués completament. Quan es va assolir la reunificació, Gaddafi va pressionar altra vegada perquè s'adopté el Llibre Verd. En el Consell Revolucionari va continuar la dissensió, cosa que es va posar de manifest quan Ibrahim Abatcha fou triat com a primer secretari-general, mentre que altres, com Acyl, seguien totalment les idees del Coronel Gaddafi.
A N'Djamena, la presència simultània de dos exèrcits (el del FAN del Primer Ministre Habré i el FAT del President Malloum) marcà el capítol de la batalla de N'Djamena, que conduí al col·lapse de l'Estat i a l'ascens del poder de l'elit del nord del país. En el 12 de febrer de 1979 un incident menor entre ells va augmentar d'intensitat i Gourkoni ho va aprofitar per entrar a la capital on el seu exèrcit va lluitar contra el de Habré. En la primera conferència de pau internacional, el 16 de març, es va calcular que havien mort entre 2.000 i 5.000 persones i hi havia entre 60.000 i 70.000 exiliats. L'exèrcit nacional, molt disminuït, va fugir de la capital cap al sud on es va reorganitzar sota el lideratge de Wadel Abdelkader Kamougué. Durant la batalla, la guarnició francesa va restar passiva, tot i que va ajudar a Habré en alguna ocasió, com quan va demanar que les Forces Aèries Txadianes paressin els seus bombardejos.
El 16 de març es va celebrar una conferència de pau internacional a Kano, Nigèria, en la qual hi van participar Malloum, Habré, i Goukouni. En aquest acord, Malloum va dimitir i fou reemplaçat per un Consell d'Estat comandat per Goukouni. Això fou resultat de pressions nigerianes i franceses sobre Goukouni i Habré perquè compartissin el poder; França pretenia tallar tots els lligams entre Goukouni i Gaddafi. Unes quantes setmanes després les mateixes faccions van formar el Govern Transitori d'Unitat Nacional (GUNT) que compartien el desig de mantenir el Txad fora del control libi.
Malgrat haver signat el Tractat de Kano, Líbia hi estava en desacord perquè no es reconeixia la seva reclamació sobre la Franja d'Aouzou i perquè el nou govern d'unitat no incloïa cap líder de l'exèrcit Volcà. Des del 13 d'abril va minvar molt l'activitat militar al nord del Txad i va començar a ajudar el moviment secessionista del sud del país. Tot i això, després del 25 de juny va arribar una resposta més destacada, quan va expirar l'ultimàtum dels estats veïns del Txad perquè es creés un govern d'unitat més inclusiu. El 26 de juny, 2.500 militars libis van envair el Txad, encapçalats per Faya-Largeau. El govern txadià va demanar ajuda a França. Les forces líbies incloïen militars de Goukoni. En el mateix mes, les faccions excloses pel GUNT va fundar un govern alternatiu, el Front for Joint Provisional Action (Front per l'Acció Provisional - FACP), al nord del país estava suportat per l'exèrcit libi.
La lluita amb Líbia, la imposició de Nigèria d'un boicot econòmic, i la pressió internacional van propiciar una nova conferència de pau a Lagos a l'agost en què van participar totes les faccions del país. Al Tractat de Lagos es va aprovar que es formaria un nou Govern d'Unitat en el qual hi participarien totes les faccions. També es va acordar que l'exèrcit francès abandonés el país i que en lloc seu s'hi establís una força multinacional africana. El nou GUNT va començar a governar el novembre amb Goukouni com a president, Kamougué com a vicepresident, Habré com a Ministre de Defensa i Acyl com a Ministre d'Afers Estrangers. Malgrat la presència d'Habré en el nou govern, la nova composició del GUNT contenia prou ministres pro-libis per satisfer Gaddafi.

### Intervenció líbia
Habré es va aïllar dels altres membres del GUNT des de l'inici. L'hostilitat d'Habré per la influència de Líbia en el Txad juntament amb la seva ambició feu que els observadors creguessin que no estaria content amb aquesta solució i que tard o d'hora s'enfrontaria amb els prolibis, sobretot amb Goukouni.
A la capital és produïen xocs entre membres del FAN d'Habré i grups pro-libis.. El 22 de març de 1980, un incident menor va provocar la segona batalla de N'Djamena. En deu dies, els enfrontaments entre el FAN i el FAP de Goukouni, cadascun dels quals tenien entre 1.000 i 1.500 tropes a la ciutat, va causar milers de morts i va provocar que gairebé la meitat de la població de la capital fugís. Les poques tropes franceses que hi restaven es van proclamar neutrals, de la mateixa manera que les forces de pau de la congolesos.
El Sudan i Egipte donaven suport econòmic i militar al FAN, mentre que Goukouni va rebre col·laboració armada del FAT de Kamougué, i el CDR d'Acyl rebia l'ajut armamentístic de Líbia. El 6 de juny, el FAN va assumir el control de la ciutat de Faya. Això va alarmar Goukouni i per això el 15 de juny va signar un Tractat d'Amistat amb Líbia. Aquest tractat li va donar legitimitat a aquest últim per ser present al país, ja que el primer article d'aquest obligava els dos països a una defensa mútua.
A inicis d'octubre, tropes líbies, dirigides per Khalifa Haftar i Ahmed Oun, aerotransportades a la Franja d'Aouzou, van operar conjuntament amb les forces de Goukouniper per reocupar Faya. En aquells moments, aquesta ciutat era utilitzada com a punt de reunió de tancs, artilleria i vehicles armats que s'havien de dirigir vers N'Djamena.
El 6 de desembre va començar un atac encapçalat per tancs soviètics T-54 i T-55 i que s'ha afirmat que fou coordinat per consellers de la Unió soviètica i d'Alemanya de l'Est, el qual va comportar la caiguda de la capital el 16 de desembre. La força líbia tenia entre 7.000 i 9.000 soldats d'unitats regulars i la Legió islàmica panafricana, 60 tancs, i altres vehicles blindats que s'havien portat travessant els 1.100 quilòmetres de desert des de la frontera del sud de Líbia, per via aèria, amb transport terrestre i en part conduint els mateixos vehicles. Cal tenir en compte que aquesta frontera, a més, es troba a 1.000 o 1.100 km de les bases principals situades al Mediterrani. Wright considera que la intervenció líbia va demostrar una habilitat logística impressionant, i que va proporcionar a Gaddafi la seva primera victòria militar i un èxit polític significatiu.
Habré es va haver d'exiliar amb els seus aliats al Darfur. El 31 de desembre va anunciar a Dakar que continuaria lluitant com a guerrilla contra el GUNT.

### Retirada líbia
El 6 de gener de 1981 Gaddafi i Goukouni van emetre un comunitat des de Trípoli afirmant que Líbia i el Txad havien decidit "treballar per aconseguir unitat plena entre els dos països". El pla de fusió va causar una forta reacció adversa a Àfrica i fou immediatament condemnat per França, que l'11 de gener oferí augmentar els seus destacaments en estats africans amistosos i el 15 de gener posà en alerta la seva flota mediterrània. Líbia va contestar amenaçant d'imposar un embargament de petroli, mentre França es va posar en alerta per reaccionar si Líbia atacava un altre país fronterer. Tots els ministres del GUNT excepte Acyl es van oposar a l'acord.
La majoria dels investigadors creuen que Goukouni va acceptar l'acord per les amenaces, una intensa pressió i la promesa d'ajuda financera de Gaddafi. Abans d'aquesta visita a la capital líbia, Goukouni ja havia enviat dos dels seus comandants a Líbia per fer-hi consultes. Goukouni va haver d'acceptar el pla libi després que aquests foren assassinats per dissidents libis; a més, no volia perdre el favor de Líbia.
Gaddafi i Goukouni no van parlar de la unió dels dos estats, sinó de la unió dels dos pobles com a primer pas per a anar cap a una major col·laboració. Però ja s'havia fet el mal i Goukouni va perdre el seu prestigi com a nacionalista i home d'estat.
En resposta a l'augment de la pressió internacional, Goukouni va declarar que les forces líbies estaven dins el territori txadià per petició del govern i que els mediadors internacionals havien d'acceptar la decisió del govern legítim del Txad. Al maig, Goukouni va declarar que si la retirada dels libis no fos una prioritat, ell acceptaria les decisions de la OUA. Goukouni no podia renunciar al suport militar libi, ja que aquest era necessari per a lluitar contra el FAN d'Habré que rebia l'ajuda d'Egipte i el Sudan, així com de l'Agència d'Intel·ligència Central dels Estats Units.
Relacions entre Goukouni i Gaddafi van començar a deteriorar-se. Les tropes líbies estaven estacionades en diversos punts del nord i del centre del Txad. Entre gener i febrer de 1981 ja hi havia uns 14.000 soldats al país. Aquestes forces foren un considerable problema per al GUNT quan ajudaven la facció d'Acyl contra les altres milícies. A més a més també intentaren Libianitzar la població local, cosa que fa concloure que amb aquesta arabització pretenien imposar la cultura política líbia i sobretot el Llibre Verd de Gaddafi.
El 29 d'octubre Goukouni va demanar que l'exèrcit libi abandonés el país perquè hi havia rumors de que Acyl estava planejant fer un cop d'estat per liderar el GUNT. Les forces libies serien reemplaçades per una Força Interafricana (IAF) de l'OUA. Així, l'exèrcit libi va abandonar el país el 16 de novembre i es van replegar a la Franja d'Aouzou.
La retirada libia va agafar per sorpresa molts observadors internacionals. Això fou degut al fet que Gaddafi volia albergar la conferència anual de l'OUA de 1982 i assumir la seva presidència. A més a més, la seva situació era difícil sense l'acceptació local i internacional, a més de la possibilitat de causar una guerra amb el Sudan i Egipte que tenien l'ajuda dels Estats Units. Tot i això, Gaddafi no va renunciar a la seva influència al Txad però havia de trobar un nou líder txadià.

### Habré pren N'Djamena
Els paracaigudistes congolesos fou el primer cos de l'IAF que va arribar al Txad, seguits per militars senegalesos i nigerians que hi van aportar 3.275 homes. Abans que la força pacificadora estigués plenament desplegada, Habré ja havia aprofitat la retirada de Líbia, i havia guanyat parts del Txad oriental, incloent-hi la important ciutat d'Abéché, que va caure el 19 de novembre. El gener de 1982 van ocupar Oum Hadjer, a 160 quilòmetres d'Ati. En els primers moments el GUNT fou salvat per l'IAF, l'única força militar capaç d'impedir que el FAN ocupés Ati.

Tot i que l'OUA va demanar al GUNT que obrís negociacions amb Habré, Goukouni ho va refusar i va afirmar:

"L'OUA ens ha decebut. La nostra seguretat estava plenament assegurada per les tropes líbies. L'OUA ens va pressionar perquè féssim fora l'exèrcit libi. Ara que han marxat, l'organització africana ens ha abandonat i ens vol imposar una negociació amb Hissein Habre".

El maig 1982, el FAN va començar una ofensiva final, sense que les forces africanes els frenessin, a Ati i Mongo. Goukouni, cada cop més enfadat amb la negativa de l'IAF a lluitar contra Habré, va fer intentar restaurar les seves relacions amb Líbia, i va viatjar a Trípoli el 23 de maig. Gaddafi, però, desil·lusionat per la seva experiència l'any anterior, va proclamar la neutralitat de Líbia a la guerra civil.
El 5 de juny les forces de GUNT van fer l'últim intent de frenar l'avenç a Massaguet, 80 quilòmetres al nord de capital, però fou derrotat pel FAN el 5 de juny. Dos dies més tard, Habré va entrar a N'Djamena sense oposició i es va convertir en el dirigent de facto del Txad, mentre Goukouni va fugir al Camerun.
Després d'ocupar la capital, Habré consolidà el seu poder ocupant la resta del país. En només sis setmanes, va conquerir el sud del Txad, va destruir el FAT i la milícia de Kamougué, el qual va perdre l'esperança d'aconseguir ajuda de Líbia. La resta del país va ser conquerida tret del Tibesti.

### Ofensiva del Govern d'Unitat Nacional del Txad
Com que Gaddafi s'havia mantingut al marge els mesos anteriors a la caiguda de N'Djamena, Habré va intentar aliar-se amb Líbia perquè Acyl estava disposat al diàleg. Però aquest va morir el 19 de juliol i fou reemplaçat per Acheikh ibn Oumar, i el CDR era contrari a la idea d'Habré d'unificar el país i va liderar un aixecament dels dominis del CDR.
Per això, a l'octubre Goukouni va refer el GUNT amb l'ajuda libia i va fer un Govern de Pau Nacional a Bardaï, capital del Tibesti i reclamà el govern legítim basant-se en l'Acord de Lagos. Goukouni disposava d'entre 3.000 i 4.000 homes provinents de diverses milícies que posteriorment es va fusionar en l'Armée Nationale de Libération (ANL) sota l'ordre d'un txadià del sud, Negue Djogo.
Abans que Gaddafi pogués desplegar tot el seu suport a Goukouni, Habré va atacar el GUNT al Tibesti, però va ser repel·lit tant el desembre de 1982 com el gener de 1983. Durant els mesos següents es van intensificar els combats al nord del país mentre les converses, que incloïen visites durant el mes de març entre Trípoli i N'Djamena, es van trencar. El 17 de març, Habré va portar el conflicte davant de l'ONU i va demanar una reunió urgent del Consell de Seguretat de l'ONU per considerar l'agressió i ocupació del territori txadià per part de Líbia.
El juny va començar l'ofensiva decisiva per part dels libis, quan una força de 3.000 militars del GUNT van atacar Faya-Largeau, la principal fortalesa del govern del nord, que va caure el 25 de juny. L'exèrcit del Govern d'Unitat Nacional del Txad van continuar ràpidament cap a Koro Toro, Oum Chalouba i Abéché i van assumir el control de les principals rutes cap a N'Djamena. Líbia, mentre ajudava al GUNT proporcionant-li artilleria pesada, reclutant militars i formant-los, a més a més d'aportar alguns milers de militars propis a l'ofensiva. Gaddafi no es va voler implicar més perquè el conflicte fos vist com un afer intern txadià.
La comunitat internacional, sobretot França i els Estats Units, va reaccionar contra la ofensiva líbia. El mateix dia de la caiguda de Faya, Claude Cheysson, el ministre d'Afers Exteriors de França, va advertir a Líbia que el seu país no "quedaria indiferent" a una nova implicació líbia al Txad, i l'11 de juliol el govern francès va acusar altra vegada Líbia de donar suport militar directe als rebels. El 27 de juny es van enviar armes franceses i el 3 de juliol va arribar un primer contingent de 250 congolesos per ajudar Habré; al juliol, els Estats Units van anunciar la donació de 10 milions de dòlars per ajuda alimentària. A més, l'OUA va reconèixer al juny el govern de Habré i va demanar que les tropes estrangeres abandonessin el país.
Habré va reorganitzar ràpidament les seves forces (anomenades a partir d'ara Forces Armades Nacionals Txadianes - FANT) gràcies al suport de França, la República Democràtica del Congo i els Estats Units. El FANT va marxar cap al nord per a confrontar-se amb el GUNT i els libis, amb els que es van trobar al sud d'Abéché. L'exèrcit d'Habré va aixafar el de Goukouni i va començar una gran contraofensiva que li va permetre guanyar les ciutats d'Abéché, Biltine, Fada i, Faya-Largeau el 30 de juliol, abans d'atacar el Tibesti i la Franja d'Aouzou.

### Intervenció francesa

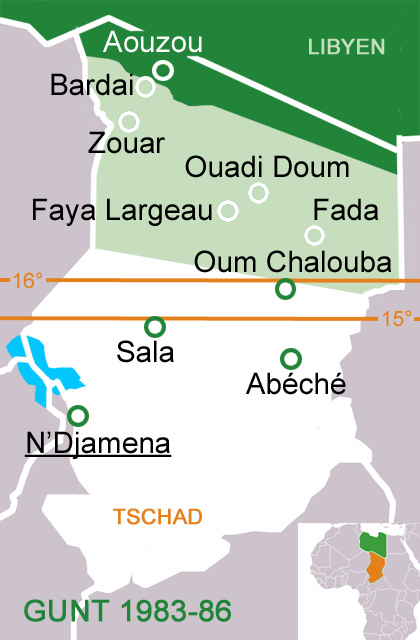
Zona controlada pel GUNT fins al 1986/87 (línia verda), "línia vermella" en els 15è i 16è parallels (1983 i 1984) i Franja d'Azouzou ocupada per Líbia (verd fosc)

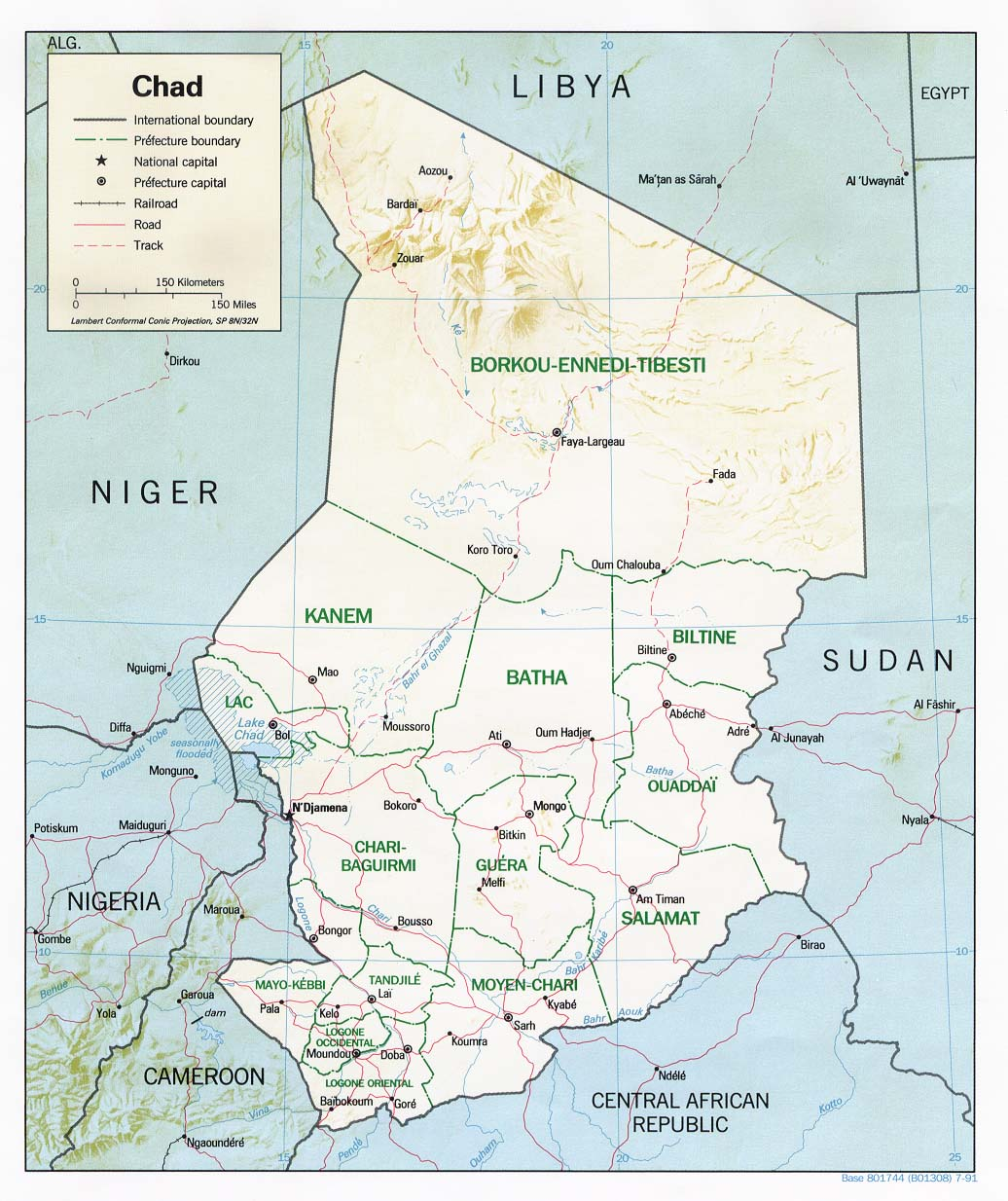
Un mapa de Chad incloent-hi el 15è paral·lel (la Línia Vermella)

Veient que la destrucció completa del GUNT seria un cop intolerable pel seu prestigi, i tement que Habré donaria suport a l'oposició de Gaddafi, el Coronel va decidir una intervenció de Líbia, ja que els seus aliats txadians no podrien guanyar sols.
Des del dia abans de la caiguda de la ciutat, Faya-Largeau va ser sotmès a un bombardeig fet per caces Su-22, Miratge F-1s i Tu-22. En deu dies s'havia reunit una gran força de terra a l'est i a l'oest de Faya-Largeau. Les forces líbies renovades comptaven amb uns 11.000 soldats, i 80 aeronaus de combat van participar en l'ofensiva; tot i això, els libis van continuar amb el seu rol tradicional de limitar-se a proveir suport aeri a les forces del GUNT, que tenien entre 3.000 i 4.000 homes armats.
El 10 d'agost es va signar a l'oasi de Faya-Largeu l'aliança entre Líbia i el GUNT. Mentrestant, Habré disposava d'uns 5.000 soldats. Les forces del FANT foren abatudes per les bombes de fragmentació múltiple, l'artilleria, el foc dels tancs i els bombardejos aeris que van matar uns 700 soldats. Habré fugí a la capital amb les restes del seu exèrcit sense que els libis els perseguissin.
Això fou un error tàctic perquè França es va alarmar amb aquesta intervenció líbia. El 6 d'agost Habré li va demanar ajuda militar, i aquest mateix dia, França, a causa de la pressió que rebé dels estatunidencs i dels africans, va començar l'Operació Manta, que va significar el retorn de tropes franceses al territori txadià per a frenar l'avenç del GUNT i de la influència de Gaddafi en els afers d'aquest país. Tres dies més tard, centenars de soldats francesos anaren a N'Djamena des de la República Centreafricana i més tard n'hi envià 2.700, entre els quals hi havia diversos esquadrons de bombarders Jaguar. Aquest va resultar el desplegament militar més gran de França a banda de la Guerra d'Argèlia.
El govern francès llavors va definir un límit (anomenat línia vermella), al paral·lel 15, des de Mao a Abéché, i va advertir que no toleraria cap incursió al sud d'aquesta línia de l'exèrcit libi o del GUNT. Així, libis i francesos no van creuar aquest límit i els segons no van voler col·laborar amb Habré perquè recuperés el nord i els primers no volien entrar en un conflicte amb França. Així, la línia vermella va esdevenir de facto en la divisió del país i Líbia va mantenir el control de tot el territori al nord d'aquesta.
Al novembre, l'OUA va organitzar un fallit intent de reconciliació nacional. A principis de 1984 el president etíop Mengitsu tampoc va aconseguir la pau. Després d'aquest últim intent, el 24 de gener el GUNT va atacar amb l'ajuda de Líbia la ciutat de Ziguey situada al sud de la zona límit. França va reaccionar a aquesta ruptura de la Línia Vermella llançant el seu primer contraatac aeri seriós, portant noves tropes al Txad i situant la línia vermella al paral·lel 16.

### Retirada francesa
Per posar un final al bloqueig, Gaddafi va proposar el 30 d'abril una retirada mútua de les forces líbies i franceses del Txad. El President francès François Mitterrand es va mostrar receptiu a l'oferta, i el 17 de setembre els dos dirigents anunciaren públicament que la retirada mútua començaria el 25 de setembre, i es completaria el 10 de novembre. L'acord al principi fou anunciat pels mitjans de comunicació, cosa que provava l'habilitat diplomàtica de Mitterrand i un progrés decisiu cap a la solució de la crisi txadiana; a més a més demostrava un intent de Mitterrand de tenir una política internacional independent de la dels Estats Units.
Mentre França va respectar la data límit, els libis es van limitar a retirar algunes forces però va mantenir uns 3.000 soldats al nord del Txad. Això va fer avergonyir l'estat francès i va causar recriminacions entre ambdós països. El 16 de novembre, Mitterrand es va trobar amb Gaddafi a Creta, sota els auspicis del primer ministre grec Papandreou. Tot i la declaració de Gaddafi que havia retirat el seu exèrcit, Mitterrand va admetre que no era cert. Però, tot i això, no va ordenar a l'exèrcit francès que tornés al Txad.
Segons Sam Nolutshungu, l'acord bilateral franco-libi podia haver proporcionat a Gaddafi una oportunitat excel·lent de trobar una sortida a la qüestió txadiana, mantenint el seu prestigi internacional i donava una oportunitat a Habré d'acceptar un acord de pau que incloïa aliats dels libis en el poder. En comptes d'això, Gaddafi va entendre la retirada de França com que s'acceptés la presència militar líbia al Txad i l'annexió de facto de tota la prefectura de BET per part del seu país, tot i que era clar que això provocaria l'oposició de moltes faccions txadianes, de l'OUA i de l'ONU. Això acabaria provocant la derrota de Gaddafi a causa d'una revolta contra el seu poder en el GUNT i d'una nova expedició militar francesa el 1986.

### Nova intervenció francesa
En el període entre el 1984 i el 1986, en què no hi va haver grans enfrontaments, Habré va mantenir el seu poder gràcies al suport acèrrim dels Estats Units i al fet que Líbia no havia respectat l'acord franco-libi de 1984. A més a més, a partir d'aquest any, el GUNT també va patir la confrontació entre Goukouni i Acheikh ibn Oumar per al seu lideratge.
Durant aquest període, Gaddafi va expandir el seu control sobre Txad septentrional, construint carreteres noves i una nova base aèria, Ouadi Doum, des de la qual es podia proporcionar suport aeri a les operacions terrestres des de la Franja d'Aouzou. A més a més, al 1985 va reforçar les tropes líbies al Txad, en les quals hi va aportar 7.000 soldats, 300 tancs i 60 avions de combat. Durant aquesta època faccions del GUNT van passar a formar part del govern d'Habré com a part de la política de reconciliació
Aquestes desercions van alarmar Gaddafi, ja que el GUNT era el que proporcionava una coberta de legitimitat a la presència de Líbia en el Txad. Per posar-hi fi i reunir el GUNT, el 10 de febrer de 1986 va començar una ofensiva important al sud de la Línia Vermella amb l'objectiu de prendre N'Djamena. En aquesta hi van participar 5.000 soldats libis i 5.000 del GUNT, i van atacar els llocs forts del FANT de Kouba Olanga, Kalait i Oum Chalouba. La campanya va acabar el 13 de febrer en un desastre per a Gaddafi a causa d'una contraofensiva del FANT que havia obtingut nou armament dels francesos.
Gaddafi va fallar pensant que França no reaccionaria a l'atac perquè estava al mig d'unes eleccions legislatives i creia que Mitterrand no correria el risc d'una expedició costosa per a salvar Habré; però no va passar així perquè el president francès no volia córrer el risc polític de mostrar debilitat davant l'agressió libia. El 14 de febrer França va començar l'Opération Epervier amb la qual va portar 1.200 militars francesos i diversos esquadrons de jaguars al Txad. El 16 de febrer, per enviar un missatge clar a Gaddafi, la Força de l'aire francesa va bombardejar la base aèria líbia d'Ouadi Doum. L'endemà Líbia va bombardejar l'aeroport de N'Djamena però hi fer pocs danys.

### Guerra del Tibesti
El febrer i el març es va accelerar la desintegració del GUNT a causa de les derrotes que va patir. Quan Goukouni no va acudir a una conferència de pau promoguda per la OUA que se celebrava a la República Democràtica del Congo es va sospitar que era per les pressions líbies. Això provocà la dimissió del vicepresident del GUNT, Kamougué, i la facció del FROLINAT també el van abandonar. A l'agost el CDR va deixar el GUNT i van abandonar la ciutat de Fada. A l'octubre, quan el FAP de Goukouni va intentar tornar a guanyar aquesta ciutat, fou atacat per les tropes líbies. Aquesta batalla va causar la fi del GUNT. El mateix mes els libis van arrestar Goukouni quan les seves tropes es van rebel·lar contra Gaddafi. Els libis van començar a atacar Habré el 24 d'octubre.
Per tal de restablir les seves línies de suport i reprendre les ciutats de Bardaï, Zouar i Wour, Gaddafi va enviar una tropa de 2.000 soldats amb tancs T-62 que tenien suport aeri. Aquesta ofensiva va expulsar el GUNT de les seves ciutats clau utilitzant, fins i tot, napalm. Habré hi va reaccionar enviant-hi 2.000 soldats que es van unir a les forces del GUNT. Mitterrand també reaccionà ordenant una missió que va proveir els txadians de fuel, menjar, munició i míssils antitancs. A més, va enviar-hi militars infiltrats. Així, França va deixar clar que no deixaria que els libis anessin més al sud de la Línia Vermella que havien marcat.
L'exèrcit d'Habré només va aconseguir en part que els libis abandonessin el Tibesti (cosa que finalment farien del tot el març, en patir una sèrie de derrotes al nord-est del país) però aquesta campanya fou clau en l'acabament de la guerra civil txadiana, ja que el conflicte va esdevenir una guerra nacional contra la invasió líbia. Així, hi va haver una unitat nacional que no havia existit fins aquell moment.

### Guerra dels Toyota
A principis de 1987 la forca expedicionària líbia encara era important i disposava de 8.000 soldats i 300 tancs. De totes maneres, havia perdut el suport de tots els seus aliats txadians que el proveïen de legitimitat i actuaven com a infanteria d'assalt. Sense aquests, les guarnicions líbies estaven aïllades en illes vulnerables al mig del desert txadià. Per una altra banda, el FANT havia crescut de manera significativa fins a arribar als 10.000 soldats proveïts amb Toyota Hilux, vehicles ràpids equipats amb míssils antitancs MILAN. Aquests cotxes van donar el nom de Guerra dels Toyota a aquesta última fase del conflicte.
El 2 de gener de 1987 Habré va començar la seva reconquesta del nord del Txad amb una sèrie d'atacs a la base de comunicacions líbia de Fada. El comandant Hassan Djamous va dur a terme una sèrie d'atacs ràpids des de totes les direccions contra l'exèrcit libi al qual havien envoltat. Al març va repetir la mateixa estratègia a les batalles de B'ir Kora i d'Ouadi Doum que van forçar les forces de Gaddafi a evacuar el nord del Txad.
A l'agost la Franja d'Aouzou va caure en mans de l'exèrcit del FANT però van ser repel·lits per un contraatac libi perquè els francesos no van proveir l'exèrcit txadià de cobertura aèria. Habré es va replegar després de fer la seva primera incursió en el territori libi del Txad durant tot el conflicte. El 5 de setembre, els txadians van fer un ràpid atac contra la base aèria líbia de Maaten al Sarra amb la intenció de fer fora de la Franja les forces aèries líbies.
Gaddafi, subjecte a pressions internes i internacionals va decidir un alto el foc l'11 de setembre sota els auspicis de la OUA.

## Conseqüències
Tot i que hi va haver diverses violacions de l'alto el foc, els incidents que van passar foren menors. Els dos governs van començar immediatament converses diplomàtiques. Tot i que ambdós tenien interessos oposats, van deixar les portes obertes a una solució pacífica. França i la majoria dels estats africans van promoure la via pacífica, mentre que l'administració de Ronald Reagan creia que la resolució del conflicte era la millor possibilitat perquè Gaddafi perdés el poder.
Gaddafi va mosrar que desitjava normalitzar les relacions amb el govern txadià fins al punt de reconèixer que la guerra havia estat un error. El maig de 1988 el líder libi va declarar que reconeixeria Habré com a president legítim del Txad i el 3 d'octubre es van reobrir les relacions diplomàtiques plenes entre ambdós països. El 31 d'agost de 1989 es van trobar representants txadians i libis a Algiers per a negociar l'Acord de Pau respecte el territori en disputa. Gaddafi i Habré van decidir portar la qüestió de la Franja d'Aouzou al Tribunal Internacional si no trobaven una solució. Finalment, com que això és el que succeí, el setembre de 1990 es va portar aquesta qüestió al TPI.
El 2 de desembre el pro-libi Idriss Débi va assolir el poder al Txad. Gaddafi fou el primer cap d'estat que va reconèixer el nou govern i va signar tractats d'amistat i cooperació en diversos nivells. Tot i això, Déby va seguir la mateixa política que Habré respecte la Franja i va declarar que, si fes falta, lluitaria per recuperar-la.
El 3 de febrer de 1994 va concloure la disputa sobre Aouzou quan 16 dels 17 jutges del TPI van decidir que la Franja havia de ser retornada al Txad. Així, ordenaven que això fos implementat abans del 4 d'abril. El 10 de maig es va completar la retirada de les forces líbies a Aouzou i fou el 30 del mateix mes quan va cloure l'ocupació líbia d'Aouzou amb una declaració conjunta dels dos governs.
Muammar Gaddafi va veure que els seus somnis expansionistes al Txad que mostraven el seu desig de dominar Àfrica i el món Àrab es va acabar després de la Batalla de Maaten al-Sarra.
Gaddafi va considerar que la derrota libia a Maaten al-Sarra fou una agressió contra el seu país per part dels francesos per la seva intervenció i dels americans pel suport que donaven des dels seus satèl·lits per part de la intel·ligència geoespacial.